# Fontaine-Denis-Nuisy
Fontaine-Denis-Nuisy – miejscowość i gmina we Francji, w regionie Grand Est, w departamencie Marna.
Według danych na rok 1990 gminę zamieszkiwało 245 osób, a gęstość zaludnienia wynosiła 19 osób/km².